# (36233) 1999 UJ27
1999 UJ27 (asteroide 36233) é um asteroide da cintura principal. Possui uma excentricidade de 0.02894920 e uma inclinação de 1.22665º.
Este asteroide foi descoberto no dia 30 de outubro de 1999 por Spacewatch em Kitt Peak.